# Corrales de comedias
Corrales de comedias (hiszp. corral to ”podwórze”, comedia to ”sztuka teatralna”) – nazwa hiszpańskiego teatru publicznego, powstałego w 2 połowie XVI stulecia. Miejsce otwarte, gdzie przedstawiano komedie. Scenę budowano pod jedną ze ścian budynków otaczających patio. Z czasem scenę przykrywano dachem, zaś pod bocznymi ścianami budowano galerię. Zamożni widzowie oglądali spektakl z okien i balkonów, natomiast biedni na stojąco z patio, a dla kobiet wydzielano specjalną galerię. W przedstawieniach stosowano umowną, skromną dekorację. 
Sztuki wystawiano w godzinach popołudniowych, przy świetle dziennym. Trwały one od dwóch do trzech godzin i miały charakter teatralnego święta, na które składały się: loa, 3 akty komedii oraz końcowy entremés tańczony. Wystawiali w nich swe sztuki m.in.: Lope de Vega, Tirso de Molina, Pedro Calderón de la Barca oraz wielu innych autorów hiszpańskiego baroku. 
Corrales de comedias wspaniale zachował się w hiszpańskim mieście Almagro, gdzie jest główną atrakcją turystyczną. Nadal są tu wystawiane sztuki z XV i XVI stulecia – złotego wieku dramatu hiszpańskiego, a co roku w lipcu odbywa się tu wielki festiwal teatralny.